# Mesembrius ruficauda
Mesembrius ruficauda är en tvåvingeart som beskrevs av Jacques-Marie-Frangile Bigot 1883. Mesembrius ruficauda ingår i släktet Mesembrius och familjen blomflugor. Inga underarter finns listade i Catalogue of Life.